# Saint-Pétersbourg (brise-glace)
Pour les articles homonymes, voir Saint-Pétersbourg (homonymie).
Le Saint-Pétersbourg (« Санкт-Петербург ») est un brise-glace russe. Il a été construit par les Chantiers navals de la Baltique entre 2006 et 2008.
Du 13 au 19 juillet 2012, le Saint-Pétersbourg a été présenté en France pour le festival Les Tonnerres de Brest 2012.

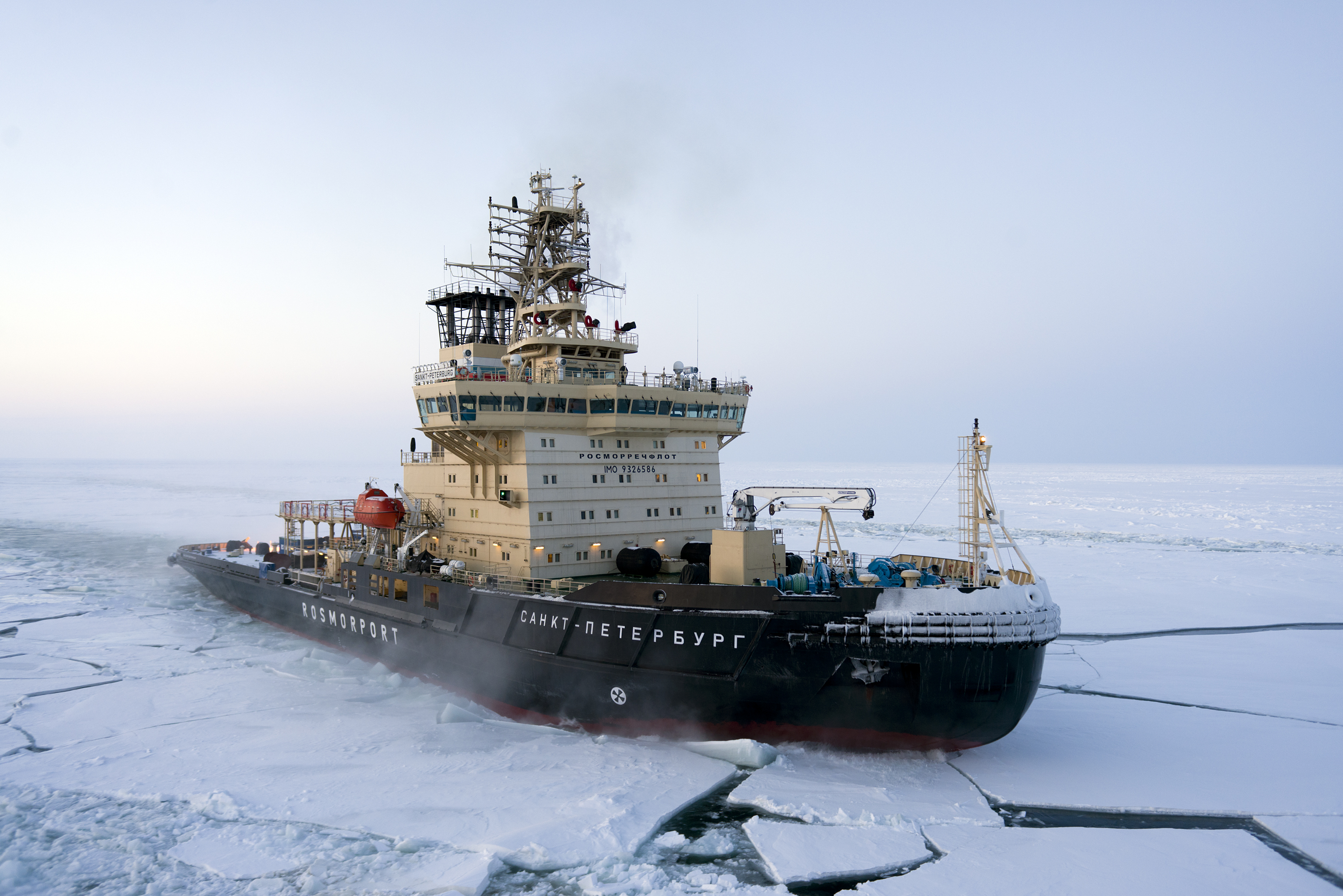
Le Saint-Pétersbourg (2015).
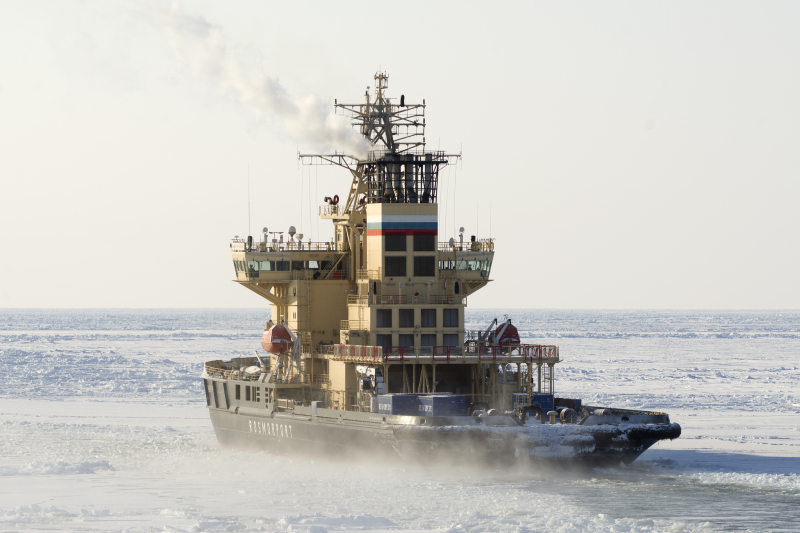
Le Saint-Pétersbourg (2015).
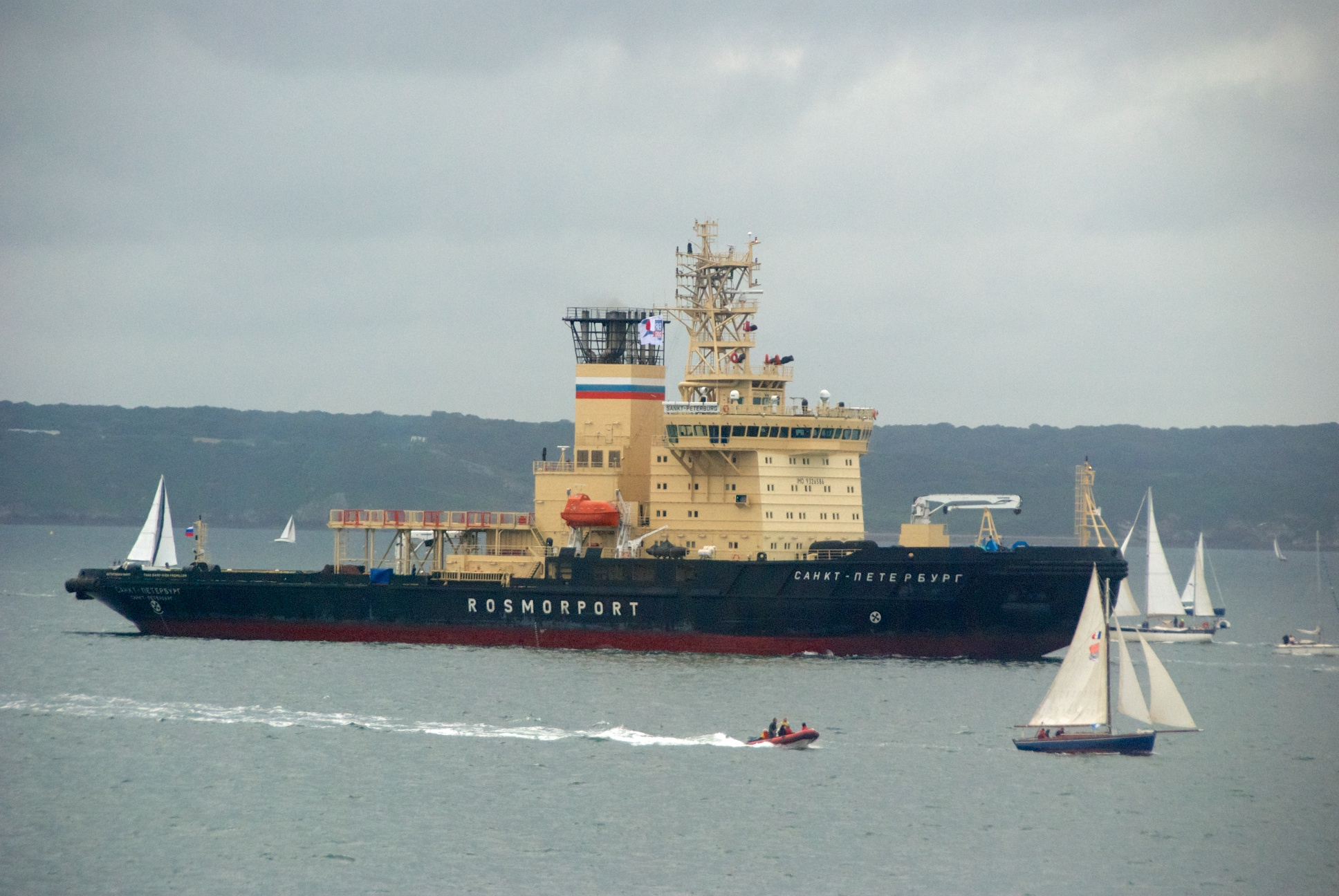
Le Saint-Pétersbourg Tonnerres de Brest en 2012.